# Carlos Espejel
Carlos Espejel (Cidade do México, 21 de abril de 1972) é um ator mexicano.

## Filmografia
- Familia en venta (2014)
- Hazme reír y serás millonario (2009)
- El privilegio de mandar .... Cantinflas (2004-2006)
- Chiquiti Bum (2006)
- Pablo y Andrea .... Tobías (2005)
- Hoy (1998) .... Anfitrión (2004-2005)
- La Parodia .... Varios (2004-2007)
- Amar otra vez .... Edilberto (2004)
- Mujer, casos de la vida real (1997-2002)
- Carita de ángel .... Solovino (voz) (2000)
- Que bonita familia: Papá 2000 (2000) .... Bruno
- Humor es... los comediantes (1999-2001) .... Co-anfitrião
- Cero en conducta (2001-2003).... Carlitos
- Navidad fabuloja (1998) mini-serie .... Pingo
- Vivo por Elena .... Oscar (1998)
- Buscando el paraíso (1994) .... Benjamín
- Y sin embargo... se mueve (1994)
- Hasta que la muerte los separe (1994)
- Carrusel de las Américas (1992)
- Papá soltero (1990) .... Agustín
- La telaraña (1989-1993)
- Hora marcada (1989) .... Jogador (1990)
- Amor en silencio (1988) Telenovela .... Aníbal
- Quinceañera (1987) Telenovela .... Indalecio
- Chiquilladas (1982)
- Al final del arco iris (1980) .... El Chicles
- Mis huéspedes (1980-1982)
- Alegría De Medio Día (1979-1982)

## Prêmios e indicações

### TVyNovelas
| Ano  | Categoria               | Telenovela   | Resultado |
| ---- | ----------------------- | ------------ | --------- |
| 1986 | Melhor atuação infantil | Chiquilladas | Venceu    |
| 1985 | Melhor atuação infantil | Chiquilladas | Venceu    |
| 1984 | Melhor atuação infantil | Chiquilladas | Indicado  |
| 1983 | Melhor atuação infantil | Chiquilladas | Venceu    |